# Кемихаара
Кемихаара (фин. Kemihaaran erämaa-alue) — заповедная резервация на севере Финляндии. Площадь 302 км2 (117 кв. миль). Одна из 12 территорий, образованных в 1991 году. Управляется финской лесной службой.
Граничит с национальным парком Урхо Кекконен на севере и на востоке с рекой Кемийоки.